# Поштова скринька

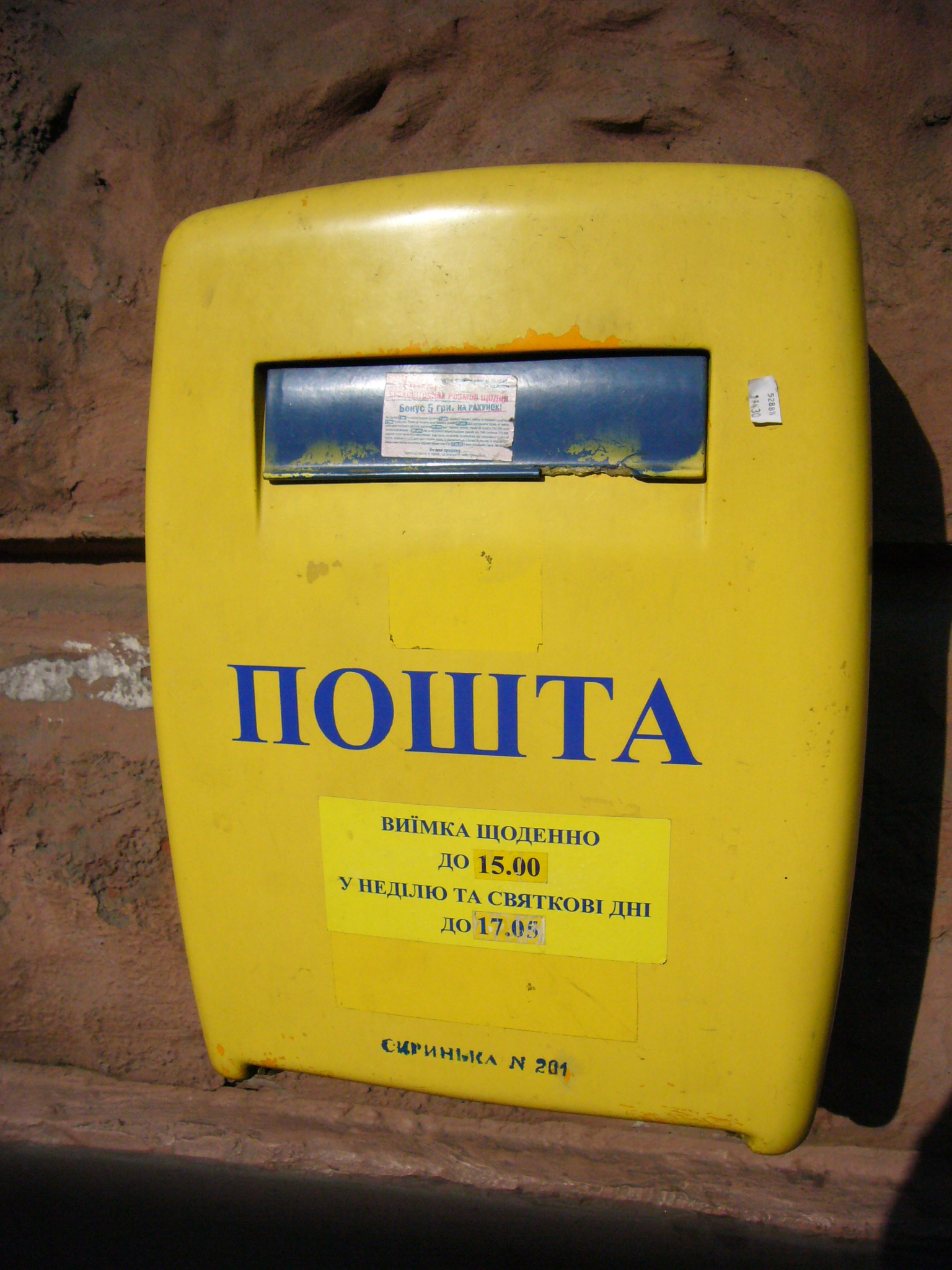
Поштова скринька Укрпошти у місті Дніпро

Пошто́ва скри́нька — скринька із засобами для запобігання несанкціонованому доступу, яка встановлюється у відведених місцях і призначена для збирання від відправників простих листів і поштових карток

## Види

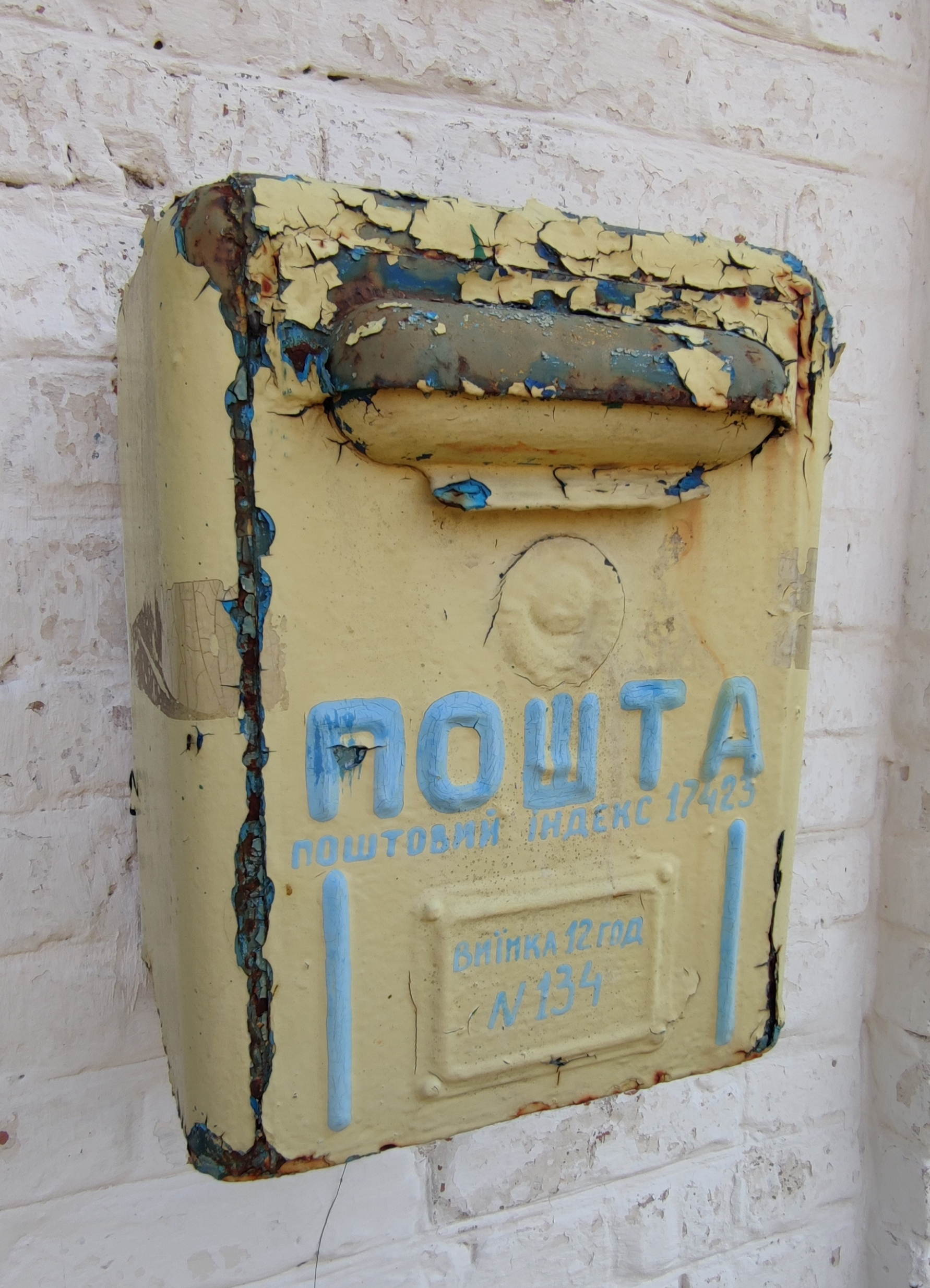
Поштова скринька часів СРСР

- Скринька для вхідної кореспонденції
- Скринька для вихідної кореспонденції. У багатоквартирних будинках замість них встановлюються абонентські поштові шафи.

## Абонентська скринька
Абоне́нтська пошто́ва скри́нька — спеціальна скринька із засобами для запобігання несанкціонованому доступу, призначена для одержання адресатами простих поштових відправлень, періодичних друкованих видань, повідомлень про надходження реєстрованих поштових відправлень.

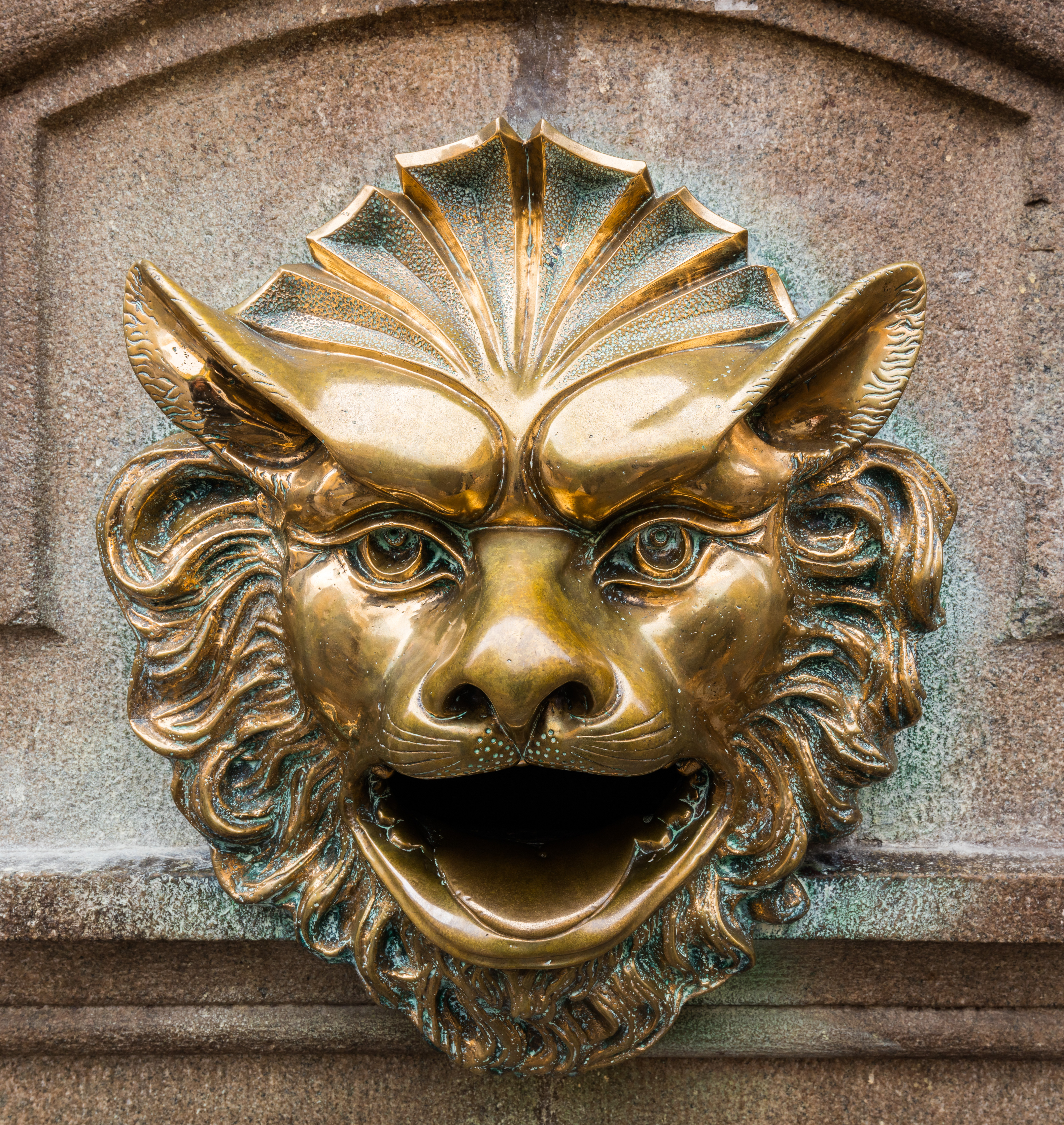
Поштова скринька в Лімі, столиці Перу

Поштові скриньки, абонементні скриньки, абонентські поштові шафи виготовляються відповідно до встановлених стандартів.
Доставка простих листів, поштових карток, бандеролей, періодичних друкованих видань та повідомлень про надходження реєстрованих поштових відправлень здійснюється до абонентських поштових шаф (абонентських поштових скриньок) адресатів.
Придбання, установка і утримання в належному стані абонентських поштових шаф (абонентських поштових скриньок) здійснюються власниками житлових та адміністративних будинків.
Абонентські поштові шафи (абонентські поштові скриньки) встановлюються у місцях, зручних для доставки пошти.
Невиконання вимог щодо розміщення абонентських поштових шаф (абонентських поштових скриньок) звільняє оператора від відповідальності за доставку адресату поштових відправлень. У цьому разі оператор зобов'язаний повідомити користувачів про свою відмову від доставки поштових відправлень.
Поштові скриньки, призначені для збирання від відправників простих листів і поштових карток, розміщуються у зручних місцях, визначених національним оператором за погодженням з місцевими органами виконавчої влади або органами місцевого самоврядування.

## Джерело
- Закон України «Про поштовий зв'язок»